# Anthotocus lurida
Anthotocus lurida is een keversoort uit de familie bladsprietkevers (Scarabaeidae). De wetenschappelijke naam van de soort is voor het eerst geldig gepubliceerd in 1864 door MacLeay.